# Kevin Curren
Kevin Melvyn Curren (Durban, 2 marzo 1958) è un ex tennista statunitense, sudafricano di nascita.
Divenne cittadino statunitense nell'aprile del 1985. Nel Grande Slam giocò due finali di singolo (entrambe sull'erba, sua superficie preferita) e vinse un titolo di doppio con Steve Denton agli US Open 1982 e tre in doppio misto con Anne Smith.

## Carriera
Kevin Curren giocò a tennis per la University of Texas di Austin, Stati Uniti: vinse nel 1979 il titolo NCAA e nello stesso anno divenne professionista. Il suo primo successo di alto livello fu invece nel 1981 a Johannesburg.
Nel 1983 Curren raggiunse la sua prima semifinale a Wimbledon perdendo in 5 set (6-7, 6-4, 7-6, 6-7, 8-6) con il neozelandese Chris Lewis
Nel 1984 è finalista all'Australian Open contro Mats Wilander. La gara si svolge sul campo erboso di Kooyong dove Wilander vince in quattro set con il punteggio di 6-7, 6-4, 7-6, 6-2.
Nel 1985 Curren raggiunse la finale di Wimbledon sconfiggendo Stefan Edberg al quarto turno (7-6, 6-3, 7-6), John McEnroe (allora n.1 della classifica ATP) nei quarti di finale (6-2, 6-2, 6-4) e Jimmy Connors (allora n.3 della classifica ATP) in semifinale (6-2, 6-2, 6-1). La finale lo vide opposto al diciassettenne tedesco Boris Becker che lo sconfisse per 6-3, 6-7, 7-6, 6-4 diventando il più giovane vincitore di una prova del Grande Slam (questo titolo divenne poi di Michael Chang nel 1989 agli Open di Francia).
Nel 1990, all'età di 32 anni raggiunse ancora una volta i quarti di finale nel torneo di Wimbledon, dove riuscì a tenere testa per 5 set all'astro emergente Goran Ivanišević, perdendo per 4-6, 6-4, 6-4, 6-7, 6-3.
Non vinse mai un titolo di singolo del Grande Slam. Ne conquistò invece tre nel doppio: nel 1981 vinse l'US Open di doppio misto e, nel 1982, vinse il doppio misto di Wimbledon ed il doppio maschile degli US Open.
Durante la sua carriera, Curren vinse complessivamente 5 titoli di singolo e 26 di doppio raggiungendo la posizione numero 5 della classifica ATP di singolo e la numero 3 nel doppio. Totalizzò guadagni per 3.055.510 di dollari.
Il suo ultimo titolo di singolo fu nel 1989 a Francoforte mentre nel doppio fu nel 1992 a Seul.
Dopo il suo ritiro dal circuito professionistico nel 1993, Curren fu eletto capitano del Sudafrica di Coppa Davis.

## Finali nei tornei del Grande Slam (2)

### Singolare

#### Finali perse (2)
| Anno | Torneo          | Avversario in finale | Punteggio          |
| 1984 | Australian Open | Mats Wilander        | 6-7, 6-4, 7-6, 6-2 |
| 1985 | Wimbledon       | Boris Becker         | 6-3, 6-7, 7-6, 6-4 |

### Doppio

#### Vittorie (1)
| Anno | Torneo  | Compagno     | Avversari in finale       | Punteggio               |
| 1982 | US Open | Steve Denton | Victor Amaya Hank Pfister | 6-2, 6-7, 5-7, 6-2, 6-4 |

### Doppio misto

#### Vittorie (3)
- US Open 1981 con Anne Smith
- Wimbledon 1982 con Anne Smith
- US Open 1982 con Anne Smith

## Titoli in singolare (5)
| N. | Data | Torneo                            | Campo          | Avversario in finale | Punteggio     |
| 1. | 1981 | SA Tennis Open, Johannesburg      | Cemento        | Bernard Mitton       | 6–4, 6–4      |
| 2. | 1982 | Cologne Grand Prix, Colonia       | Cemento indoor | Shlomo Glickstein    | 2–6, 6–2, 6–3 |
| 3. | 1985 | Toronto Indoor, Toronto           | Indoor         | Anders Järryd        | 7–6, 6–3      |
| 4. | 1986 | Atlanta Open, Atlanta             | Indoor         | Tim Wilkison         | 7–6, 7–6      |
| 5. | 1989 | Frankfurt Grand Prix, Francoforte | Indoor         | Petr Korda           | 6–2, 7–5      |

## Titoli in doppio (26)
- 1980 - Davidoff Swiss Indoors, Basilea; Denver; U.S. Men's Clay Court Championships, Indianapolis
- 1981 - Indianapolis; Monterrey WCT; Stockholm Open, Stoccolma
- 1982 - Denver, Houston; Regions Morgan Keegan Championships and the Cellular South Cup, Memphis; US Open; Los Angeles WCT
- 1983 - Houston WCT; Las Vegas; Monaco di Baviera WCT; Filadelfia
- 1984 - ABN AMRO World Tennis Tournament, Rotterdam
- 1986 - Queen's Club Championships, Londra
- 1987 - Tokyo Outdoor; Johannesburg; Mercedes-Benz Cup, Los Angeles
- 1988 - Stoccolma, Johannesburg, Memphis
- 1989 - Tokyo Outdoor
- 1990 - Londra
- 1992 - Seul